# Григорий Таронит
Григор II Багратуни или Григорий Таронит (на средногръцки: Γρηγόριος Ταρωνίτης) е арменски принц и военачалник от втората половина на X век, служил в армията на византийския император Василий II срещу българския цар Самуил и положил началото на влиятелна аристократична фамилия във Византия.

## Биография
Григор  Багратуни, наричан по-късно Григорий Таронит е син на  Ашот III, последния владетел на арменското княжество Тарон (северозападно от езерото Ван). След смъртта на Ашот (към 967 г.) княжеството е завладяно безкръвно от византийския император Никифор II Фока. Като компенсация за наследството, от което се отказват, Григор и брат му Баграт получават богати имения в съседната област Халдея и достойно положение сред византийската аристокрация в качеството им на патриции. Освен с материални ресурси, братята Таронити продължават да разполагат със значително влияние сред сънародниците си в източните покрайнини на империята. През 976 г., когато низвергнатият доместик на схолите Варда Склир вдига метеж срещу правителството на младия император Василий II, двамата се обявяват на страната на бунтовника и оглавяват арменските контингенти във войските му. Скоро обаче минават на страната на императора.
В следващата гражданска война (987 – 989 г.) Григорий взема страната на василевса срещу узурпатора Варда Фока. Според Яхия Антиохийски в началото на 989 г., когато бунтовниците заемат азиатския бряг на Босфора, Василий II изпраща Григорий Таронит, вече магистър, с отряд по море в Трапезунд. Оттам арменският военачалник преминава в родните си земи, набирайки армия от свои сънародници в дълбокия тил на бунтовниците. Това принуждава Варда Фока да изпрати сина си Никифор срещу Таронит. Сражението завършва с поражение за арменците, поради намесата на Давид от Тао, но войната е спечелена от императора с гибелта на Фока и разгрома на привържениците му през пролетта на същата година.
След усмиряването на Мала Азия през 990 г. Григорий Таронит е назначен от императора за управител на Солун със задачата да сдържа нападенията на българите, предвождани от Самуил. Участва в обсадата и превземането на Бер, а след нападението на Фатимидите, наложило заминаването на Василий II за Сирия в началото на 995 г., остава начело на византийските войски на българския фронт. Разгромен е и загива в сражение недалеч от Солун. Синът му, Ашот Таронит, е пленен от българите в същата битка, за да продължи рода на Таронитите във Византия.

## Семейство
- Ашот III , баща
- Баграт II, брат. Женен за Елена Лакапина, внучка на Христофор Лакапин.
- Ашот Таронит, син. Женен за Мирослава Българска.
- Ирина, дъщеря